# Федеральний резервний банк Сент-Луїса
38°37′42″ пн. ш. 90°11′17″ зх. д. / 38.628419° пн. ш. 90.188106° зх. д.

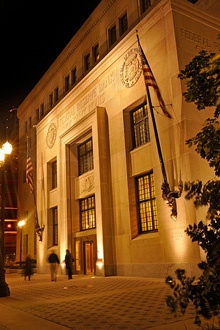
Будівля Федерального резервного банку Сент-Луїса.

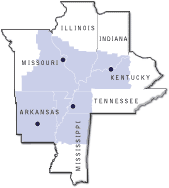
Мапа Восьмого округу

Федеральний резервний банк Сент-Луїса (англ. Federal Reserve Bank of St. Louis) — один з дванадцяти федеральних резервних банків США, що разом утворюють Федеральну резервну систему, зі штаб-квартирою у місті Сент-Луїс. ФРБ Сент-Луїса відповідає за восьмий округ Федеральної резервної системи США, до якого входять штат Арканзас, частини штатів Іллінойс, Індіана, Кентуккі, Міссісіпі, східна частина штату Міссурі і західного Теннессі.

## Діючий склад ради директорів
Наступні особи займають місце в раді директорів з 2013. Усі терміни повноважень спливають 31 грудня.

### Class A
| Ім'я                                   | Посада                                                                              | Термін повноважень спливає |
| -------------------------------------- | ----------------------------------------------------------------------------------- | -------------------------- |
| Вільям Чапел (William E. Chappel)      | Президент і головний виконавчий директор The First National Bank Vandalia, Illinois | 2015                       |
| Роберт Джонс (Robert G. Jones)         | Президент і головний виконавчий директор Old National Bancorp Evansville, Indiana   | 2013                       |
| Сьюзен Стефенсон (Susan S. Stephenson) | Co-Chairman і президент Independent Bank Мемфіс (Теннессі)                          | 2014                       |

### Class B
| Ім'я                                | Посада                                                                                                | Термін повноважень спливає |
| ----------------------------------- | --- | -------------------------- |
| Соня Губерт (Sonja Yates Hubbard)   | Головний виконавчий директор E-Z Mart Stores, Inc. Texarkana, Texas                                   | 2015                       |
| Кол МакКастлейн (Cal McCastlain)    | Партнер Dover Dixon Horne PLLC Літл-Рок                                                               | 2013                       |
| Грегорі Дакетт (Gregory M. Duckett) | Старший віце-президент і Corporate Counsel Baptist Memorial Health Care Corporation Мемфіс (Теннессі) | 2014                       |

### Class C
| Ім'я                                            | Посада                                                                                                | Термін повноважень спливає |
| ----------------------------------------------- | --- | -------------------------- |
| Джордж Паз (George Paz)                         | Голова, президент і головний виконавчий директор Express Scripts Сент-Луїс (Міссурі)                  | 2015                       |
| Шерон Фіглер (Sharon D. Fiehler) (Deputy Chair) | Виконавчий віце-президент і головний адміністративний співробітник Peabody Energy Сент-Луїс (Міссурі) | 2013                       |
| Ворд Клейн (Ward M. Klein) (Chair)              | Головний виконавчий директор Energizer Holdings, Inc. Сент-Луїс (Міссурі)                             | 2014                       |